# Uafhængige olympiske deltagere ved sommer-OL 1992
Uafhængig olympisk deltager ved sommer-OL 1992. ottehalvtreds sportudøvere fra Makedonien, Serbien og Montenegro deltog i tretten sportsgrene under Sommer-OL 1992 i Barcelona. De konkurrerede som uafhængig deltagere under det olympiske flag og kom på 44. plads med én sølv- og to bronzemedaljer.

## Medaljer
| 1992 Barcelona         | Guld | Sølv | Bronze | Total |
| Uafhængig OL-deltagere | 0    | 1    | 2      | 3     |

## Medaljevindere
| Uafhængig OL-deltagere under sommer-OL 1992 Barcelona | Uafhængig OL-deltagere under sommer-OL 1992 Barcelona | Uafhængig OL-deltagere under sommer-OL 1992 Barcelona | Uafhængig OL-deltagere under sommer-OL 1992 Barcelona | Uafhængig OL-deltagere under sommer-OL 1992 Barcelona |
| Medaljer                                              | Udøver                                                | Sport                                                 | Øvelse                                                | Resultat                                              |
| ----------------------------------------------------- | ----------------------------------------------------- | ----------------------------------------------------- | ----------------------------------------------------- | ----------------------------------------------------- |
| Sølv                                                  | Jasna Šekarić                                         | Skydning                                              | 10 m luftpistol, damer                                | 486,4 point                                           |
| Bronse                                                | Aranka Binder                                         | Skydning                                              | 10 m luftgevær, damer                                 | 495,1 point                                           |
| Bronse                                                | Stevan Pletikosić                                     | Skydning                                              | 50 m riffel liggende, mænd                            | 701,1 point                                           |